# Hermann Spieckermann

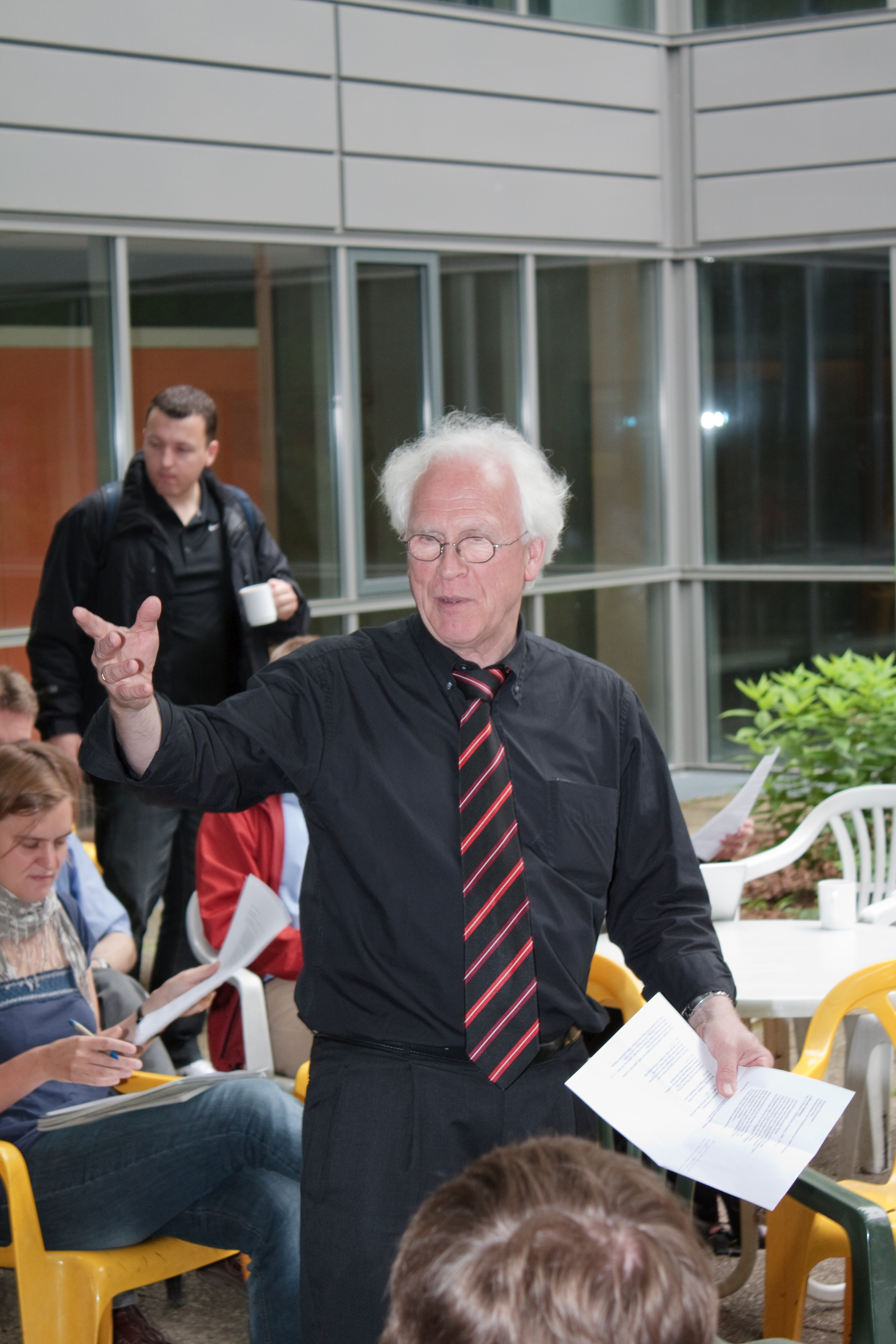
Hermann Spieckermann

Hermann Spieckermann (* 28. Oktober 1950 in Dortmund) ist ein deutscher evangelischer Theologe.

## Leben
Spieckermann studierte von 1969 bis 1975 Evangelische Theologie und Altorientalistik an den Universitäten zu Münster und Göttingen. Schon während seines Studiums spezialisierte er sich auf das Alte Testament, so dass er nach dem Examen (1975) als Assistent des Göttinger Alttestamentlers Lothar Perlitt arbeitete. 1982 wurde er zum Doktor der Theologie promoviert, 1987 habilitierte er sich im Fach Altes Testament. Anschließend wirkte er als Privatdozent in Göttingen, ehe er 1989 einem Ruf zum Professor für Altes Testament und altorientalische Religionsgeschichte der Universität Zürich folgte. 1992 wechselte er auf eine Professur dieses Faches an der Universität Hamburg. Vom Wintersemester 1999/2000 bis zu seiner Emeritierung 2019 war Spieckermann Professor für Altes Testament an der Universität Göttingen.
Spieckermann ist theologischer Ehrendoktor der Universität Lund und Mitglied in zahlreichen Forschungsgremien. Seit 1975 ist er mit Ingrid Spieckermann verheiratet.
Zu seinen Schülern und Schülerinnen gehört Dorothea Erbele-Küster.